# Шатонеф сир Изер
Шатонеф сир Изер (фр. Châteauneuf-sur-Isère) насеље је и општина у источној Француској у региону Рона-Алпи, у департману Дром која припада префектури Валанс.
По подацима из 2011. године у општини је живело 3809 становника, а густина насељености је износила 83,59 становника/km². Општина се простире на површини од 45,57 km². Налази се на средњој надморској висини од 155 метара (максималној 237 m, а минималној 111 m).

## Демографија
| 1962. | 1968. | 1975. | 1982. | 1990. | 1999. | 2011. |
| ----- | ----- | ----- | ----- | ----- | ----- | ----- |
| 2.089 | 2.150 | 2.012 | 2.591 | 3.031 | 3.285 | 3.809 |

График промене броја становника у току последњих година